# 풋살

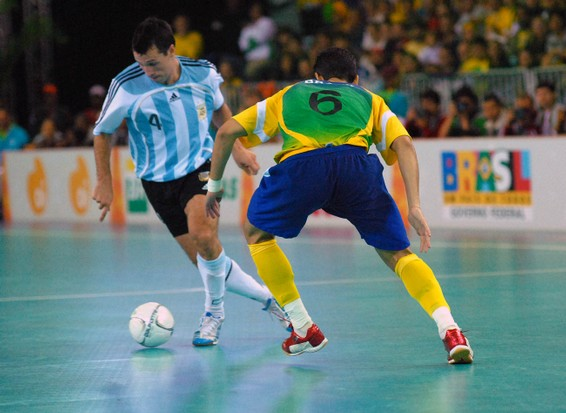
풋살 경기를 하는 아르헨티나 대표팀과 브라질 대표팀

풋살(futsal)은 FIFA에서 공인한 실내 축구의 한 형태이다. 풋살이라는 명칭은 '실내 축구'를 뜻하는 포르투갈어 futebol de salão, 혹은 에스파냐어 fútbol sala에서 유래했다
풋살은 골키퍼를 포함해 다섯명으로 구성된 두 팀이 대결하는 스포츠이다. 수시로 선수교체가 가능하며, 보통 축구공보다 작은 규격 4호 공을 사용해서 축구보다 더 빠른 플레이를 보여준다. 경기 규칙은 대체로 축구와 비슷하다. 다만 축구에 비해 그라운드 규격이 상당히 작고, 야외가 아닌 실내에서 이루어지는 스포츠이기 때문에 축구와 다른 점들도 다소 존재한다.
우루과이 몬테비데오에서 1930년대에 처음 시작된 것으로 알려져 있으며, 브라질에서도 비슷한 형태의 축구가 별도로 발전했다. 이런 형태의 실내축구는 남미 전역에서 널리 유행됐으며, 현재에는 전 세계적으로 널리 보급되어 있다. 어린 축구선수들에게 기본기, 개인기, 정교한 패스 및 빠른 상황 판단을 가르치기 위해 풋살 경기를 하는 경우가 많다.

## 역사
풋살은 1930년 우루과이의 몬테비데오에서 후안 카를로스 세리아니가 청소년 축구 대회를 위해 새로운 축구 형태를 창안한 것이 이어져온 것이다. 브라질에서도 이 새로운 형태의 축구가 상파울루의 거리에서 발전했고 규칙을 담은 책이 발간되기도 했다. 세리아니의 창안 이후로 이 경기 형태는 남미 전역으로 퍼졌고, 1971년에는 FIFUSA라는 기관의 설립과 함께 세계 선수권 대회가 처음 열렸다. 리우데자네이루에서 열린 첫 번째 세계 선수권 대회에서는 홈팀인 브라질이 파라과이를 꺾고 우승했다. 1985년에 마드리드에서 열린 두 번째 대회에는 더 많은 국가들이 참가했다. 같은 해에 FIFUSA는 이 경기 형태에 futbol이라는 이름의 사용을 놓고 FIFA와 논쟁을 벌였고, 풋살(futsal)이라는 이름을 제정했다.
FIFA가 제정한 새로운 규칙 하에 풋살의 기술적인 면모가 더 부각되었다. 선심은 부심으로 대체되었고 교체의 수에 제한을 두지 않았다. 또한 새로운 크기의 size 4 공을 도입했으며 이 공은 기존의 축구공보다 30%정도 바운스를 감소시켜 더 빠른 플레이를 가능하게 했다.
FIFA는 1989년부터 FIFA 풋살 월드컵을 주관해오고 있다. FIFA 풋살 월드컵은 FIFA 월드컵처럼 매 4년마다 개최되고 있으며, 세계 최강의 풋살 국가대표팀을 가리는 대회로 자리매김했다.

## 규칙
공식적인 풋살 규칙에는 규정과 지침을 모두 포함한 룰이 있다. 풋살의 규칙을 유지하고 공표하는 책임은 FIFA에게 있다.

### 선수와 장비
각 팀은 5명으로 구성되며, 포워드인 피보와 윙어 겸 미드필더인 아라, 리베로인 픽소가 있다. 나머지 한명은 골키퍼이다. 교체선수는 최대 7명까지 둘 수 있고 경기 동안 교체의 수에는 제한이 없으며, 경기가 진행되는 동안에도 선수 교체가 가능하다. 한 팀을 구성하는 선수는 최소한 3명이며, 3명보다 적은 수의 선수 밖에 없다면 경기를 진행할 수 없다.
선수가 경기를 위해 착용해야하는 용구들을 통틀어 키트라고 한다. 키트는 저지 혹은 셔츠, 반바지, 양말, 신가드, 그리고 신발을 포함한다. 반바지 안에 보온을 위한 속옷을 입는 경우에는 바지 색과 속옷의 색이 같아야한다. 신가드는 고무, 플라스틱, 또는 유사한 물질로 만들어진 것이어야 하며 양말로 완전히 가려야 한다. 골키퍼는 다른 선수들과 구분되도록 다른 색의 옷을 입어야하며 긴 바지를 입는 것이 허용된다.

### 심판
모든 풋살 경기는 심판이 진행하며 주심은 외부로부터 경기가 방해되고 있다고 판단될 때 경기를 중단시킬 수 있다. 심판이 내린 결정은 최종적이며 잘못된 결정을 내렸다고 생각되는 경우에 심판은 경기가 재개되기 전 결정을 번복할 수 있다. 심판은 풋살 규칙을 좇아 결정해야 하며 경기의 원활한 진행을 위한 여러 가지 의무를 지켜야 한다. 부심은 주심을 돕는 역할을 하지만 주심과 결정이 다를 때 주심의 의견이 우선시된다. 시간기록원은 시간을 재고 각 팀의 반칙 수를 세는 역할을 하며 제3심판은 주심 혹은 부심이 부상을 입었을 때 교체를 위해 대기한다.

### 경기장

풋살 경기장

경기장은 직사각형 모양이어야 한다. 국제경기에서 경기장 규격은 길이 38~42미터 사이, 너비 20~25미터 사이를 지켜야한다. 다른 경기에서는 길이 25~42미터 사이, 너비 16~25미터 사이만을 지키면 된다. 경기장의 천장은 최소한 4m 높이에 있어야 한다.
경기장을 구분하는 직사각형에서 두 개의 긴 경계선은 터치라인, 짧은 경계선은 골라인이라고 한다. 골라인 중앙에 직사각형의 골대가 위치한다. 골대는 수직의 크로스바를 두 개의 골포스트가 받치고 있는 모양이다. 골포스트는 지상에서 2미터이고 골포스트 사이의 거리는 3미터여야 한다.
골대 앞에 선으로 구분된 지역이 페널티에어리어이다. 페널티 에어리어라인은 두 개의 골포스트를 중심으로 6미터 반지름의 사분원을 그린 후에 사분원을 3.16미터의 골라인과의 평행선을 그려 만들어진다. 페널티에어리어 안에서는 골키퍼가 손으로 공을 잡을 수 있다.

### 경기시간과 승부 결정법
표준 경기는 20분씩 두 번 총 40분이 주어진다. 페널티킥이나 프리킥이 주어졌을 때는 시간을 멈추고 별도의 시간을 부여한다. 두 기간 사이의 쉬는 시간은 15분을 넘을 수 없다.
어떤 대회에서는 무승부로 경기를 마칠 수 없으며 40분 동안 승자가 나오지 않은 경우에 승부를 결정짓는 방법에는 세 가지가 있다. 홈경기와 어웨이경기가 모두 치러질 경우에는 어웨이경기에서 넣은 골을 두 배로 계산해 승부를 결정한다. 단판 승부이거나 위의 방법으로도 승부가 나지 않을 때는 5번의 승부차기를 통해 더 많이 성공한 팀이 승리하며 5번으로 끝나지 않는 경우에는 한 번씩 기회가 더 주어진다.

### 반칙
어떤 선수가 다음과 같이 행동하거나 시도했을 때 심판은 상대팀에게 직접 프리킥을 준다. 상대방을 차는 행동, 상대방의 몸을 구부려 하는 태클, 상대방에게 뛰어드는 행동, 상대를 차징, 상대방을 가격, 상대방을 미는 행동의 6가지이다. 직접 프리킥은 반칙이 범해진 곳에서 주어지며 페널티 에어리어 내에서 반칙을 한 경우 페널티킥이 주어진다.
간접프리킥은 골키퍼가 공을 처리한 후에 다른 선수가 공을 만지기 전 자신이 손으로 만지는 경우, 같은 팀 선수가 패스한 공을 바로 손으로 건드렸을 때, 혹은 골키퍼가 자기 진영에서 4초 이상 공을 다룰 때 상대팀에게 간접 프리킥이 주어진다. 간접 프리킥 또한 반칙이 일어난 곳에서 주어진다.
심판이 판단할 때 선수가 규칙에 어긋나는 행동을 했을 때 경고의 의미로 옐로우 카드를 제시할 수 있으며 옐로우 카드를 두 번 받거나 심한 파울을 하고 레드카드를 받을 경우 경기에서 퇴장당한다.<ref name="FIFA 풋살 규칙"> FIFA 풋살 규칙 보관됨 2012-03-05 - 웨이백 머신,

## 같이 보기
- 축구
- 비치사커
- FIFA 풋살 월드컵